# ЦВКК - Цифровий вимірювальний комп'ютерний комплекс
ЦВКК - Цифровий вимірювальний комп'ютерний комплекс (Цифрова лабораторія)
це спеціально розроблена система для навчальних потреб.
Складається з: аналогово-цифрового перетворювача та набору датчиків під напрямки використання ЦВКК.
Напрямки використання цифрових лабораторій в навчальних закладах [Архівовано 18 вересня 2020 у Wayback Machine.]: предмет фізики, хімії, біології; поглиблене вивчення предметів у профільних класах; професійне навчання у вищій школі, вищому навчальному закладі, підготовчій дошкільній групі (основи механіки, явищ).
Основна відмінність між виробниками рішень для навчальних закладів у: точності вимірювань, частоті збирання показників, залежності цих показників, кількості датчиків (кількості реально потрібних під предмет датчиків), якості виготовлення.
Точність вимірювань буває абсолюна і відносна.
Частота збирання показників - рекомендована від 100 000 на сек. та буває більше (для мети навчання рекомендованої достатньо)
Реальна частота збору показників - на межі вимірювальних можливостей приладу може не відповідати заявленій, та псувати результати вимірювань якщо виробник заявив на приладі точність відносно загальної межі вимірювань а не близьку до тих діапазонів що частіше всього використовуються в навчальних закладах.
Цифрові вимірювальні комп'ютерні комплекси - назва закріплена Наказом 704 для освітніх закладів, основана на можливості підключення до комп'ютера цифрової лабораторії з метою: підвищення точності показників чи діапазону вимірювань, автоматизації збору даних, застосуванню більш широких можливостей (особливо важлива можливість виводу зображення на екран і проектор для демонстрації графіків, залежностей, аналізу трендів в реальному часі).
Один такий вимірювальний комплекс (головний пристрій - набір логіки, систем взаємодії різних показників у часі та інше) може використовуватися для різних предметів - аналогово-цифровий перетворювач з вбудованим дисплеєм та протиударним захистом може застосовуватися на предметі біології з одними датчиками, на предметі хімії з іншими датчиками - те ж з фізикою та іншими дисциплінами зручне вивчення яких побудовано на демонстраційно-аналітичній функції ЦВКК.
Цифрова лабораторія для навчання має відповідати державним нормам (санітарно-гігієнічним, для використання в групах, та іншим)